# سیارک ۵۳۱۵۹
سیارک ۵۳۱۵۹ (به انگلیسی: 53159 Myslivecek، نامگذاری:1999CN3) پنجاه و سه هزار و صد و پنجاه و نهمین سیارک کشف شده‌است که در ۱۰ فوریه ۱۹۹۹ کشف شد.